# Premier Soccer League
La Premier Soccer League (PSL) —conocida legalmente como National Soccer League— es una asociación deportiva integrada por los clubes que participan en las categorías profesionales de la liga de fútbol en Sudáfrica. Fue fundada en 1996 y forma parte de la Asociación de Fútbol de Sudáfrica (SAFA), aunque tiene personalidad jurídica propia y goza de autonomía para su funcionamiento.
Su principal función es organizar tanto la Liga Premier de Sudáfrica —máxima categoría— como la Primera División de Sudáfrica —segunda categoría—, además de la Copa de la Liga de Sudáfrica. El resto de categorías son gestionadas por la SAFA.
Aunque el sistema de ligas de Sudáfrica cuenta con ascensos y descensos, está permitido que los clubes puedan comprar la plaza de otro rival para participar. En la temporada 2002-03, la PSL adquirió dos licencias de la Liga Premier para reducir la participación de 18 a 16 clubes.